# 多克瑪鱨
多克瑪鱨，為輻鰭魚綱鯰形目鱨科的其中一種，為熱帶淡水魚類，分布於非洲尼羅河、乍得湖、尼日河、塞內加爾河及佛塔河流域，本魚體略延長，頭大且扁平，吻寬且圓並超出上頷，體上半部深褐色或黑色，下半部白色，陽光照射時有金色或綠色的反射，背鰭硬棘1枚，背鰭軟條8-11枚，臀鰭軟條11-14枚，體長一般為62公分，最多可達127公分，棲息在湖泊、河川及沼澤底中層水域，屬夜行性，以昆蟲、甲殼類、魚類等為食，可做為食用魚。